# Бюст Абрамова (Семикаракорск)
Бюст Абрамова — бюст председателя рыболовецкого колхоза Ивана Васильевича Абрамова в городе Семикаракорск Ростовской области.

## История
В городе Семикаракорске установлено несколько бюстов известным людям города и района: писателю В. А. Закруткину, писателю Б. Н. Куликову, строителю А. А. Араканцеву, руководителю рыболовецкого хозяйства И. В. Абрамову. Автором этих бюстов был семикаракорский скульптор, художник Иван Иванович Масличенко.
В городе на перекрестке проспекта Абрамова и проспекта Атаманского установлен бюст Ивана Васильевича Абрамова.
Иван Васильевич Абрамов родился в 1922 году в хуторе Мостовском Семикаракорского района Ростовской области.
Воевал в годы Великой Отечественной войны. Награждён орденом Красного Знамени, двумя орденами Отечественной войны, медалями. После войны с 1961 года работал председателем рыболовецкого колхоза «Заветы Ильича». Колхоз выращивал в прудах карпа, белого амура, толстолобика и др. рыб. По его инициативе в колхозе создали инкубационный цех производительностью 50 миллионов мальков рыбы в год.
Колхоз построил для своих работников Дворец культуры на 400 мест с библиотекой, спортзалом, детский сад «Золотая рыбка».
Трудовые заслуги Абрамова были оценены наградами: орденом Октябрьской Революции, орденом Трудового Красного Знамени. Абрамову присвоено почётное звание «Заслуженный рыбовод РСФСР».
И. В. Абрамов скончался 9 октября 1985 года. Имя руководителя рыболовецкого хозяйства присвоено переулку Семикаракорска, рыбколхозу.

## Описание
Бюст основателю рыболовецкого колхоза И. В. Абрамову установлен на невысоком круглом постаменте. С двух сторон от памятника установлены цветники.
Территория вокруг памятника благоустроена.